# Velîkosillea, Starîi Sambir
Velîkosillea (în ucraineană Великосілля) este localitatea de reședință a comunei Velîkosillea din raionul Starîi Sambir, regiunea Liov, Ucraina.

## Demografie
Componența lingvistică a localității Velîkosillea
     Ucraineană (100%)
Conform recensământului din 2001, toată populația localității Velîkosillea era vorbitoare de ucraineană (100%).